# Bryum prionotes
Bryum prionotes är en bladmossart som beskrevs av J. Shaw 1878. Bryum prionotes ingår i släktet bryummossor, och familjen Bryaceae. Inga underarter finns listade i Catalogue of Life.